# Nihat Berker
Ahmet Nihat Berker (Estambul, 20 de septiembre de 1949) es un científico, químico teórico, físico y profesor emérito turco en el Instituto de Tecnología de Massachusetts. Actualmente, es decano interino de ingeniería y ciencias naturales en la Universidad Kadir Has.

## Biografía
Es hijo del destacado científico e ingeniero Ratip Berker, fallecido el 17 de octubre de 1997. Su esposa, Bedia Erim Berker, es profesora de química en la Universidad Técnica de Estambul, y uno de sus hijos, Selim Berker, es profesor de epistemología en el departamento de filosofía de la Universidad de Harvard.
Después de graduarse con primer lugar en el Robert College en 1967, recibió una licenciatura en física y química por el Instituto de Tecnología de Massachusetts en 1971. Recibió su maestría y doctorado en física por la Universidad de Illinois en Urbana-Champaign en 1972 y 1977, respectivamente. Durante 1977-79, fue investigador postdoctoral en el departamento de física de la Universidad de Harvard. Fue profesor asistente durante, luego profesor asociado y posteriormente profesor de física teórica desde 1988 a 2004 en MIT. De 1999 a 2004 se desempeñó como profesor y decano de la Facultad de Ciencias y Letras de la Universidad Técnica de Estambul. Después de perder las elecciones de presidente (rector) en İTÜ, dejó la Universidad Técnica de Estambul para ocupar un puesto de profesor en la Universidad de Koç. Se convirtió en profesor emérito de Física en el MIT en 2004. También fue profesor adjunto de la Universidad Boğaziçi en Estambul, entre 1996 y 2004. Durante 2005-2009, se desempeñó como profesor de física en la Universidad de Koç. Desde 2009 hasta su dimisión el 11 de septiembre de 2016, fue presidente de la Universidad Sabancı en Tuzla. Actualmente, es decano interino de la facultad de ingeniería y ciencias naturales de la Universidad Kadir Has.

### Áreas de investigación
Es mejor conocido por sus investigaciones en mecánica estadística, especialmente sobre transiciones de fase aplicando la teoría de grupos de renormalización, con aplicaciones a la física de superficies y materiales con defectos.